# Seznam indijskih skladateljev
Seznam indijskih skladateljev.

## A
- Abhay Rustum Sopori
- A. R. Rahman

## B
- Bombay Ravi
- Bhajan Sopori - Pandit Bhajan Sopori

## D
- Deva
- G.Devarajan

## I
- Ilayaraaja

## J
- Jerome Rodrigues
- Johnson

## K
- Kartik Seshadri

## L
- Lalitha Dasar

## M
- M Balamuralikrishna
- Muthuswami Dikshitar
- M.S Baburaj

## P
- Purandara Dasa

## R
- Rahul Dev Burman
- Ravi Shankar
- Raveendran
- Remo Fernandes

## S
- Sachin Dev Burman
- Sadasiva Bramhendra
- Sanjo
- Surajananda
- Swathi Thirunal
- Syama Sastry

## T
- Rabindranath Tagore
- Tyagaraja

## V
- Vidyasagar
- Vijay D'Cruz

## Z
- Zakir Hussain